# Olga Woszczakina
Olga Borisowna Woszczakina (ros. Ольга Борисовна Вощакина, ur. 27 stycznia 1961 w Nowosybirsku) – rosyjska florecistka reprezentująca też ZSRR, czterokrotna medalistka mistrzostw świata.
W 1980 roku wywalczyła brązowy medal w turnieju indywidualnym florecistek na mistrzostwach świata juniorów.
Podczas mistrzostw świata w Barcelonie w 1985 roku reprezentantki ZSRR w składzie: Walentina Sidorowa, Olga Wieliczko, Olga Woszczakina, Marina Sobolewa i Irina Uszakowa zdobyły brązowy medal w turnieju drużynowym. W tej samej konkurencji zdobyła następnie złoty medal na mistrzostwach świata w Sofii (1986) oraz srebrny na mistrzostwach świata w Denver (1989). Ponadto na MŚ 1986 zdobyła brązowy medal w turnieju indywidualnym, plasując się za Anją Fichtel i Sabine Bau z RFN.
Wystartowała na igrzyskach olimpijskich w Seulu (1988), gdzie w turnieju indywidualnym była czternasta, a drużynowo zajęła czwarte miejsce. Na rozgrywanych cztery lata później igrzyskach olimpijskich w Barcelonie była czwarta drużynowo.
W latach 1985 i 1993 zdobywała indywidualne mistrzostwo kraju.